# Dipartimento del lavoro degli Stati Uniti d'America
Il Dipartimento del Lavoro degli Stati Uniti d'America (DOL) (United States Department of Labor) è un dipartimento federale del Governo degli Stati Uniti d'America, responsabile delle politiche del lavoro. 
Il ministero ha il compito di vigilare sulla sicurezza nei posti di lavoro, organizzare il reinserimento lavorativo per le fasce più deboli, garantire le pensioni e le assicurazioni lavorative.
Lo scopo del Dipartimento del Lavoro è di proteggere e promuovere il benessere dei salariati, delle persone disoccupate e dei pensionati; migliorare e vigilare sulle condizioni dei lavoratori. 
Il Dipartimento del lavoro venne creato nel 1913 quando il Dipartimento del commercio e del lavoro venne diviso in due dicasteri distinti.
Al capo del dipartimento vi è un segretario, che fa parte del gabinetto del governo federale. Il segretario attualmente in carica è Lori Chavez-DeRemer.

## Struttura
- Administrative Review Board (ARB)
- Benefits Review Board (BRB)
- Bureau of International Labor Affairs (ILAB)
- Bureau of Labor Statistics (BLS)
- Center for Faith-Based and Community Initiatives (CFBCI)
- Employees' Compensation Appeals Board (ECAB)
- Employment Standards Administration (ESA)
  - Office of Federal Contract Compliance Programs (OFCCP)
  - The Office of Labor-Management Standards (OLMS)
  - Office of Workers' Compensation Programs (OWCP)
  - Wage and Hour Division (WHD)
- Employment and Training Administration (ETA)
- Mine Safety and Health Administration (MSHA)
- Occupational Safety and Health Administration (OSHA)
- Employee Benefits Security Administration (EBSA)
- Veterans' Employment and Training Service (VETS)
- Women's Bureau (WB)
- Office of Inspector General (OIG)